# Буценко Микита Костянтинович
Микита Костянтинович Буценко (20 січня 1990, м. Харків, УРСР) — український хокеїст, центральний нападник. Виступає за «Заглембе» (Сосновець) в Полькій Екстралізі з хокею.
Хокеєм почав займатися у СДЮСШОР «Сокіл». Перший тренер — Олег Нікулін. Виступав за «Сокіл-2» (Київ), «Беркут»/«Білий Барс» (Бровари), «Сокіл» (Київ), «Беркут» (Київ). 
У складі національної збірної України провів 3 матчі (0+1). У складі молодіжної збірної України учасник чемпіонатів світу 2006 (дивізіон I), 2007 (дивізіон I) і 2008 (дивізіон I). У складі юніорської збірної України учасник чемпіонатів світу 2008 (дивізіон I), 2009 (дивізіон I) і 2010 (дивізіон I).